# Capling Peak
Der Capling Peak ist ein 2730 m hoher Berg im ostantarktischen Viktorialand. In den Victory Mountains ragt er 8 km südöstlich des Bramble Peak an der Nordflanke des Croll-Gletschers auf.
Der United States Geological Survey kartierte ihn anhand eigener Vermessungen und Luftaufnahmen der United States Navy aus den Jahren von 1960 bis 1964. Das Advisory Committee on Antarctic Names benannte ihn 1970 nach Robert W. Capling, Ingenieur an Bord einer LC-130 Hercules während der Operation Deep Freeze der Jahre 1967 und 1968 auf der McMurdo-Station.